# パーゴ・ヴェイアーノ
パーゴ・ヴェイアーノ（イタリア語: Pago Veiano）は、イタリア共和国カンパニア州ベネヴェント県にある、人口約2,400人の基礎自治体（コムーネ）。

## 地理

### 位置・広がり
ベネヴェント県のコムーネ。県都ベネヴェントから北北東へ15kmの距離にある。

#### 隣接コムーネ
隣接するコムーネは以下の通り。
- パドゥーリ
- ペスコ・サンニータ
- ピエトレルチーナ
- サン・ジョルジョ・ラ・モラーラ
- サン・マルコ・デイ・カヴォーティ